# 이 중에 1명, 여동생이 있다!
《이 중에 1명, 여동생이 있다!》(この中に1人、妹がいる! 코노나카니히토리, 이모토가이루![*])는 일본의 작가 타구치 하지메가 쓰고 CUTEG가 삽화를 담당한 라이트 노벨이다. MF문고 J(미디어 팩토리)에서 발매되고 있으며 대한민국에서는 학산문화사의 익스트림 노벨로 발매되었다. 일본에서는 《월간 코믹 얼라이브》(미디어 팩토리) 2011년 7월 호부터 못층*의 만화화 작품이 사전 게재되었고 8월호부터 연재가 시작되었다. 2012년 7월에 애니메이션이 방영되었으며, 대한민국에서는 애니플러스에서 방영되었다. 공식 약칭은 나카이모(中妹)이지만 대한민국에서는 코노이모라고 부르기도 한다.

## 개요
세계적인 대기업의 사장인 미카도노 쇼고가 배가 다른 정체 불명의 여동생에게 농락당하면서 고교 생활을 보내는 모습을 그린 러브 코미디 작품. 작가의 전작 『미츠루기 모에카는 명담당!』 3권에 작중 등장하는 가공의 라이트 노벨 중 실제로 읽고 싶은 것을 모바일 앙케트로 조사한 결과, 작중 여러 번 등장하는 작품 외에는 『여동생이 약혼녀!?』가 많은 표를 받았고 작가 자신 또한 '실제로 써 봐도 재미있지 않을까?' 하는 이유 때문에 이 작품이 탄생했다.

## 스토리
세계적인 대기업, 미카도노 그룹의 회장 미카도노 쿠마고로의 사후, 아들인 미카도노 쇼고는 아버지의 유언에 따라서 그룹 회장의 자리를 잇기로 결심했다. 쿠마고로는 그룹을 아들에게 잇게 하는 조건으로, 특훈을 실시해 1년 이내에 회사 사람 모두가 쇼고를 회장으로서 적당하다고 인정하는 성과를 내고, 쿠마고로의 모교인 사립 미류인 학교에 다니며 거기서 인생의 반려자가 되는 여성을 찾아내 결혼해야 한다는 조건을 걸었다.
그러나 쇼고에게 배가 다른 여동생이 있다는 사실, 또한 그 여동생이 미류인 학교에 다니며 정체를 밝히지 않은 채 쇼고와 결혼하는 것을 목표로 하고 있다는 것을 알게 되었다. 쇼고는 여동생의 정체를 밝혀내고 그녀를 제대로 된 가족으로 받아들이기 위해 분주하게 되었다.

## 등장인물

### 미류인 학교(深流院学園)
정·재계의 자제들이 많이 다니는 사립 고등학교.
미카도노 쇼고(帝野 将悟)
CV. 사쿠라이 타카히로
본작의 주인공. 생일은 4월 15일. 미카도노 그룹 회장 고(故) 미카도노 쿠마고로의 아들이며, 그룹을 잇기 위해서 쿠마고로의 사후 영재 교육을 받아 회장으로서 적당한 지식・인격을 습득한 후, 고등학교 2학년 시기부터 사립 미류인 학교에 편입하고 결혼 상대를 찾게 되었다. 개인적으로는 결혼상대를 찾을 뿐만 아니라, 회장으로서 일하기 전에 고교생활을 즐기고 싶다고 생각하고 있다.
미류인 학교에는 기숙사가 있지만 남녀 따로 쓰는 건물이기 때문에, 쇼고가 여성과 함께 지낼 수 있도록 미류인 학교 근처에 어머니가 빌린 작은 아파트에 살고 있다.
평소에는 앞머리로 숨기고 있지만 이마에 큰 상처 자국이 있다. 그 상처는 어린 시절 차에 치일 뻔했던 코노에를 감쌌을 때 생긴 것이며, 그 사고의 후유증 때문에 사고 전후의 기억을 잃었다. 그 때문에 코노에, 미야비와 소꿉친구였다는 사실을 기억하지 못했다.
츠루마 코노에(鶴眞 心乃枝)
CV. 이시하라 카오리
쇼고의 반 친구이며, 학급위원이다. 검고 긴 머리의 소녀.
고아 출신으로, 쿄아스 컴퍼니의 중역인 츠루마 세이지의 손에 자랐다. 세이지는 쿠마고로의 옛 친구이고, 코노에는 그 인연으로 어렸을 적에 쇼고와 몇 번인가 만났던 적이 있다.
칸나기 미야비(神凪 雅)
CV. 사쿠라 아야네
쇼고의 반 친구이다. 갈색 머리의 트윈테일 소녀. 반에서는 사람과 접하는 일이 별로 없다. 몸집이 작은 편이며, 수영부에 소속되어 있다. 코노에와는 1년 전부터 클래스메이트.
부모님은 이혼한 상태이고, 작은 회사를 경영하고 있는 부친과 함께 살고 있다. 초등학생 무렵, 부친이 입원했던 병원이 마침 쇼고가 사고로 입원하고 있던 곳이었고, 쿠마고로와 부친이 의기투합한 것을 계기로 병원에서 쇼고와 함께 놀게 되었다. 그 후 자신이 쇼고를 좋아하게 되었다는 사실을 깨달았다.
쿠니타치 린카(国立 凜香)
CV. 타케타츠 아야나
미류인 학교 학생회 부회장. 작년까지 부회장이었던 사람이 전학을 가서 공석이 된 부회장 자리를 스스로 맡겠다고 해서 1학년이면서도 부회장이 되었다.
친가는 귀족의 혈통으로 뼈대 있는 집안의 아가씨.
텐도 마나(天導 愛菜)
CV. 타네다 리사
미류인 학교 학생회 회장으로, 2학년이다. 평상시에는 점잖지만, 뭔가 이벤트가 일어나면 떠들썩하게 되는 성격.
과자를 너무나 좋아해서(특히 포테이토칩) 학생회실에 있는 손님 접대용 과자를 먹다가 린카에게 들통나는 일이 많다.
사가라 메이(嵯峨良 芽依)
CV. 히다카 리나
미류인 학교에 다니는 3학년 학생. 쇼고가 후배라고 착각했을 정도로 체격이 작으며, 안경을 쓰고 있다. 산업 연구를 위해서 『여동생 카페 리리컬☆시스터즈』를 경영하고 있고, 가게 2층에서 독신 생활을 하고 있다. 현장을 이해하기 위해 자신도 때때로 접객에 나서고 있다.
고아 출신으로, 어린 시절부터 수학에 뛰어난 재능을 보였기 때문에 메사추세츠에서 교수를 하고 있는 대학교수에게 입양되었다. 그의 아내이며 일본에서 찻집을 경영하고 있던 양모(養母)의 사후에는 미국에서 살았다. 그 뒤 스스로 발표한 논문으로 얻은 돈을 자금으로 해서 양모가 경영하고 있던 점포를 사들이고 혼자서 일본으로 돌아와 사업을 하고 있다.
실업가(實業家)로서 미카도노 그룹 전 회장의 아들인 쇼고에게 흥미를 가지고 있었고, 얼마 뒤 호의를 품게 되었다.
미즈타니 이쿠스(水谷 衣楠)
미카도노 그룹 관계자 부분을 참조.
코토리 마이코(小都里 まい子)
쇼고의 반인 2학년 A반의 담임 교사. 담당 교과는 역사로, 그 외에 학급 위원회, 학생회의 지도 담당도 맡고 있다.
외관상 초등학생·중학생인 것으로 보일 정도로 몸집이 작고, 머리 모양은 트윈테일.

### 미카도노(帝野) 그룹 관계자
미카도노 쿠마고로(帝野 熊五郎)
쇼고의 부친으로, 미카도노 그룹의 전 회장. 부친에게 물려받은 미카도노 상사(帝野商事)를 약 10년만에 세계적인 기업으로 키워냈지만, 너무 무리한 탓에 50세의 생일을 얼마 남기지 않은 시기에 사망했다.
미카도노 카노코(帝野 鹿野子)
쇼고의 모친으로, 다소 엄한 성격. 쿠마고로의 사후에는 미카도노 그룹의 회장직 대리를 맡고 있다.
세리 리사(瀬利 吏沙)
카노코의 비서. 대학 시절 마이코의 후배였다.
미즈타니 이쿠스(水谷 衣楠)
미카도노 그룹 청류회(清流会) 소속. 당초에는 코드네임 미스터 X라고 자칭하고 있었지만, 정체불명의 여동생으로부터 쇼고를 지키기 위해 미즈타니 이쿠스라는 가명을 써서 미류인 학교에 편입했다. 마치 여성과 같은 미려한 생김새로, 목소리도 아름답기 때문에 편입 첫날부터 팬클럽이 결성되었다.
남자 외에는 소속 불가능한 청류회에 들어가기 위해서 성별을 속였지만, 사실은 여자. 쇼고에게 정체가 알려진 뒤에는 쇼고가 여동생과 결혼하는 것을 막기 위해서 자신이 쇼고와 결혼하면 된다는 계획을 세우기도 했다.
학교에서는 남학생으로 위장해서 다니며 쇼고와 가까이 있는 경우가 많아서, 쇼고가 동성애자인 것으로 오해받게 되는 원인이 되기도 한다.

## 단행본 목록

### 소설
| 도서명                          | 판본     | 초판 발행일      | 초판 발매일      | ISBN                   | 비고 |
| ------------------------------- | -------- | ---------------- | ---------------- | ---------------------- | ---- |
| 이 중에 1명, 여동생이 있다! 1   | 일본어판 | 2010년 8월 31일  | 2010년 8월 25일  | ISBN 978-4-8401-3488-0 |      |
| 이 중에 1명, 여동생이 있다! 1   | 한국어판 | 2011년 7월 7일   | -                | ISBN 978-89-258-7005-2 |      |
| 이 중에 1명, 여동생이 있다! 2   | 일본어판 | 2010년 11월 30일 | 2010년 11월 25일 | ISBN 978-4-8401-3588-7 |      |
| 이 중에 1명, 여동생이 있다! 2   | 한국어판 | 2011년 8월 7일   | -                | ISBN 978-89-258-7007-6 |      |
| 이 중에 1명, 여동생이 있다! 3   | 일본어판 | 2011년 2월 28일  | 2011년 2월 25일  | ISBN 978-4-8401-3815-4 |      |
| 이 중에 1명, 여동생이 있다! 3   | 한국어판 | 2011년 12월 7일  | -                | ISBN 978-89-258-7178-3 |      |
| 이 중에 1명, 여동생이 있다! 4   | 일본어판 | 2011년 5월 31일  | 2011년 5월 25일  | ISBN 978-4-8401-3928-1 |      |
| 이 중에 1명, 여동생이 있다! 4   | 한국어판 | 2012년 1월 7일   | -                | ISBN 978-89-258-7179-0 |      |
| 이 중에 1명, 여동생이 있다! 5   | 일본어판 | 2011년 8월 31일  | 2011년 8월 25일  | ISBN 978-4-8401-4205-2 |      |
| 이 중에 1명, 여동생이 있다! 5   | 한국어판 | 2012년 4월 7일   | -                | ISBN 978-89-258-8343-4 |      |
| 이 중에 1명, 여동생이 있다! 5.5 | 일본어판 | 2011년 12월 31일 | 2011년 12월 22일 | ISBN 978-4-8401-4341-7 |      |
| 이 중에 1명, 여동생이 있다! 5.5 | 한국어판 | 2012년 6월 7일   | -                | ISBN 978-89-258-8344-1 |      |
| 이 중에 1명, 여동생이 있다! 6   | 일본어판 | 2012년 3월 31일  | 2012년 3월 23일  | ISBN 978-4-8401-4533-6 |      |
| 이 중에 1명, 여동생이 있다! 6   | 한국어판 | 2013년 1월 7일   | -                | ISBN 978-89-258-8896-5 |      |
| 이 중에 1명, 여동생이 있다! 7   | 일본어판 | 2012년 6월 30일  | 2012년 6월 25일  | ISBN 978-4-8401-4601-2 |      |
| 이 중에 1명, 여동생이 있다! 7   | 한국어판 | 2013년 3월 7일   | -                | ISBN 978-89-683-1110-9 |      |
| 이 중에 1명, 여동생이 있다! 8   | 일본어판 | 2012년 9월 30일  | 2012년 9월 25일  | ISBN 978-4-8401-4821-4 |      |
| 이 중에 1명, 여동생이 있다! 8   | 한국어판 | 미발행           | -                |                        |      |
| 이 중에 1명, 여동생이 있다! 9   | 일본어판 | 2012년 12월 31일 | 2012년 12월 25일 | ISBN 978-4-8401-4936-5 |      |
| 이 중에 1명, 여동생이 있다! 9   | 한국어판 | 미발행           | -                |                        |      |

### 만화
| 도서명                        | 판본     | 초판 발행일      | ISBN                   |
| ----------------------------- | -------- | ---------------- | ---------------------- |
| 이 중에 1명, 여동생이 있다! 1 | 일본어판 | 2011년 12월 22일 | ISBN 978-4-8401-4079-9 |
| 이 중에 1명, 여동생이 있다! 2 | 일본어판 | 2012년 6월 23일  | ISBN 978-4-8401-4482-7 |
| 이 중에 1명, 여동생이 있다! 3 | 일본어판 | 2012년 9월 21일  | ISBN 978-4-8401-4720-0 |

## TV 애니메이션
2012년 7월부터 9월까지 방영하였다.

### 스탭
- 원작 - 타구치 하지메
- 원작 일러스트 - CUTEG
- 감독 - 나와 무네노리
- 시리즈 구성 - 잣파 고우
- 캐릭터 디자인 - 카츠라 켄이치로
- 총작화감독 - 카츠라 켄이치로, 우에다 카즈유키
- 미술감독 - 쿠와바라 사토루
- 미술설정 - 나리타 이호
- 색채설계 - 이케다 히토미
- 촬영감독 - 마츠모토 유키히로
- 편집 - 타케미야 무츠미
- 음악 - 이토 마스미
- 음향감독 - 이와나미 요시카즈
- 프로듀서 - 타나카 고우, 요시누마 시노부, 코다마 타쿠야, 코이케 카츠미, 쿠로다 야스히로, 이시즈카 마사토시, 우라키 요시아키
- 애니메이션 프로듀서 - 시바타 토모노리
- 애니메이션 제작 - 스튜디오 고쿠미
- 제작협력 - 미디어팩토리, 란티스, 스튜디오 고쿠미, 소니·뮤직커뮤니케이션즈, BS-TBS
- 제작 - 위원회 중에 1명, 여동생이 있다!, TBS